# 23 août 1923
Le jeudi 23 août 1923 est le 235e jour de l'année 1923.

## Naissances
- Emilio López, joueur de basket-ball mexicain
- Georges Perros (mort le 24 janvier 1978), écrivain français
- Giancarlo Puecher Passavalli (mort le 21 décembre 1943), partisan italien
- Iris Raquin (morte le 6 septembre 2016), peintre française
- John Seely (mort le 23 avril 2004), compositeur américain
- Raymundo Carvalho dos Santos (mort le 1 janvier 2011), joueur de basket-ball brésilien
- Siti Hartinah Suharto (morte le 28 avril 1996), femme politique indonésienne
- Zofia Posmysz (morte le 8 août 2022), journaliste et écrivaine polonaise

## Décès
- Georges Croegaert (né le 7 octobre 1848), peintre belge
- Giovanni Minzoni (né le 1er juillet 1885), religieux et antifasciste italien
- Hertha Ayrton (née le 28 avril 1854), mathématicienne, inventeur et ingénieur anglaise

## Événements
- Création du Celta de Vigo
- Premier vol du prototype d'avion de chasse soviétique Polikarpov I-1.